# Никомах (художник)
Вижте пояснителната страница за други личности с името Никомах.
Никомах (на старогръцки: Νικόμαχος) e древен гръцки художник през IV век пр.н.е. от Тива в Беотия.
Според Плиний е син и ученик на художника Аристид I от Тива. Той учи своя брат Аристон, своя син Аристид II и Филоксен от Еретрия. Той рисувал с четири бои и много бързо. (Плиний, Naturalis historia 35, 109: nec fuit alius in ea arte velocior). Автор е на картината Отвличането на Персефона.
Той е първият, който изобразява Одисей с пилос (Плиний, Naturalis historia 35, 108: Ulixi primus addidit pilleum.).
Той рисува своите картини между другото по поръчка на македонския владетел и тиран Аристрат от Сикион. Някои негови произведения попадат по-късно в Рим. Смята се, че рисунка на отвличането на Персефона на стената във Вергинските царски гробници е от Никомах.